# Kim Hee-won
Kim Hee-won (en hangul 김희원; nacido el 10 de enero de 1971) es un actor surcoreano. Activo desde 2007, ha tenido papeles de reparto en películas y series televisivas, de modo destacado en El hombre sin pasado (2010), Mr. Go (2013), y Misaeng (Vida incompleta, 2014).
En diciembre de 2024 debutó también como director de televisión, con la serie Light Shop, basada en un webtoon de Kang Full y escrita por el mismo Kang, que colaboró estrechamente con Kim durante la fase de preparación y rodaje. La serie, formada por ocho capítulos, se emitió en la plataforma Disney+ a lo largo del mes de diciembre.

## Filmografía

### Cine
| Año   | Título                             | Papel                               | Notas        | Ref.          |
| ----- | ---------------------------------- | ----------------------------------- | ------------ | ------------- |
| 2007  | Miracle on 1st Street              | Jefe Kim                            |              |               |
| 2007  | Underground Rendezvous             | Sargento Kim                        |              |               |
| 2007  | Scout                              | Jung Byung-hwan                     |              |               |
| 2009  | Running Turtle                     | Instructor Teukgong Moosool         |              |               |
| 2009  | Fortune Salon                      | Byung-soo                           |              |               |
| 2009  | Lady Daddy                         | Detective Kim                       |              |               |
| 2010  | El hombre sin pasado               | Man-seok                            |              | [ 6 ] [ 7 ]   |
| 2010  | Twilight Gangsters                 | Detective Kim                       |              |               |
| 2011  | My Way                             | Choon-bok                           |              |               |
| 2013  | Mr. Go                             | Lin Xiaogang                        |              |               |
| 2013  | Steal My Heart                     | Subastador                          | cameo        |               |
| 2013  | The X                              | Jefe                                | cortometraje |               |
| 2014  | Hot Young Bloods                   | Maestro Lee Jong-pal                |              |               |
| 2014  | No Tears for the Dead              | Jefe de departamento Byun           |              | [ 8 ]         |
| 2014  | Scarlet Innocence                  | Casino Mr. Choi                     |              |               |
| 2014  | Cart                               | Gestor de la tienda de conveniencia |              | [ 9 ]         |
| 2015  | The Beauty Inside                  | Woo-jin                             |              | [ 10 ]        |
| 2015  | Collective Invention               | Abogado Kim                         |              | [ 11 ]        |
| 2016  | Missing Woman                      | Detective Park                      |              | [ 12 ] [ 13 ] |
| 2016  | Canola                             | Suk-ho                              |              |               |
| 2016  | Vanishing Time: A Boy Who Returned | Do-kyun                             |              |               |
| 2017  | The Merciless                      | Ko Byung-gab                        |              | [ 14 ]        |
| 2017  | The King's Case Note               | Nam Gun-hee                         |              |               |
| 2017  | Marionette                         | Oh Kook-chul                        |              |               |
| 2019  | Race to Freedom: Um Bok Dong       |                                     |              |               |
| 2019  | Another Child                      | Maestro Kim                         |              |               |
| 2019  | The Divine Move: Ghost Move        | Maestro Ddong                       |              | [ 15 ]        |
| 2020  | Pawn                               | Jong-bae                            |              | [ 16 ] [ 17 ] |
| 2021  | Voice                              | Lee Kyu-ho                          |              | [ 18 ]        |
| 2021  | Perhaps Love                       | Soon Mo                             |              | [ 19 ]        |
| 2023  | Identidad desbloqueada             | Ji-man                              |              | [ 20 ] [ 21 ] |
| 2023  | Project Silence                    | Doctor Yang                         |              | [ 22 ]        |
| 2024  | Troll Factory                      | Lee Seon-woo                        |              | [ 23 ] [ 24 ] |
| próx. | High Five                          | Yak-sun                             |              | [ 25 ]        |

### Series de televisión

#### Como actor
| Año  | Título                       | Papel                              | Canal     | Notas          | Ref.          |
| ---- | ---------------------------- | ---------------------------------- | --------- | -------------- | ------------- |
| 2008 | Tazza                        | Brown Bear's underling             | SBS       |                |               |
| 2010 | Oh! My Lady                  | Jung Yoon-seok                     | SBS       |                |               |
| 2010 | I'm a Butterfly              | Kang Mu-seong                      | KBS2      | Drama Special  |               |
| 2011 | Midnight Hospital            | Choi Kwang-guk                     | MBC       |                |               |
| 2011 | Lights and Shadows           | Yang Tae-sung                      | MBC       |                |               |
| 2012 | Do You Know Taekwondo?       | Kwang-hyun                         | KBS2      | Drama Special  |               |
| 2012 | Ji Woon-soo's Stroke of Luck | Amigo del Ka Center de Ji Woon-soo | TV Chosun | Cameo          |               |
| 2013 | Gu Family Book               | Monje budista Sojung               | MBC       |                |               |
| 2013 | Monstar                      | CEO Go                             | Mnet      |                |               |
| 2013 | My Love from the Star        | Detective Park Byung-hee           | SBS       |                |               |
| 2014 | Misaeng                      | Park Jong-shik                     | tvN       |                |               |
| 2015 | Angry Mom                    | Ahn Dong-chil                      | MBC       |                |               |
| 2015 | Let's Eat 2                  | Im Taek-soo                        | tvN       |                | [ 26 ] [ 27 ] |
| 2015 | Songgot: The Piercer         | Joo Kang-min                       | jTBC      |                |               |
| 2016 | Hey Ghost, Let's Fight       | Detective                          | tvN       | Cameo (ep. 12) |               |
| 2016 | Drinking Solo                |                                    | tvN       | Cameo          |               |
| 2016 | Listen to Love               | Won Gi                             | JTBC      |                |               |
| 2017 | Doubtful Victory             | Park Soo-Chil                      | SBS       |                |               |
| 2019 | Radiant                      | Kim Hee-won                        | JTBC      |                |               |
| 2023 | Con tacto especial           | Won Jong-mook                      | JTBC      |                | [ 28 ]        |
| 2023 | Moving                       | Choi Il-hwan                       | Disney+   | Serie web      | [ 29 ] [ 30 ] |
| 2023 | Han River                    | Lee Chun-seok                      | Disney+   | Serie web      | [ 31 ]        |

#### Como director
| Año  | Título     | Canal   | Notas               | Ref.        |
| ---- | ---------- | ------- | ------------------- | ----------- |
| 2024 | Light Shop | Disney+ | Debut como director | [ 4 ] [ 5 ] |

## Espectáculos de variedades
| Año  | Programa                  | Episodio            | Canal |
| ---- | ------------------------- | ------------------- | ----- |
| 2013 | Running Man               | episodio 157        | SBS   |
| 2015 | Running Man               | episodio 269        | SBS   |
| 2015 | Infinite Challenge        | episodios 466-468   | MBC   |
| 2016 | Happy Together            | episodio 449        | KBS   |
| 2017 | Let's Eat Dinner Together | episodio 29         | JTBC  |
| 2018 | Life Bar                  | episodio 67         | tvN   |
| 2019 | Knowing Bros              | episodio 203        | JTBC  |
| 2020 | Movie Room                | episodio 117        | JTBC  |
| 2020 | Knowing Bros              | episodio 222        | JTBC  |
| 2020 | Radio Star                | episodio 688        | MBC   |
| 2020 | House on Wheels           | miembro del reparto | tvN   |

## Teatro
| Año     | Título                    | Notas          | Ref.   |
| ------- | ------------------------- | -------------- | ------ |
|         | A Midsummer Night's Dream |                |        |
|         | Othello                   |                |        |
|         | Hamlet                    |                |        |
|         | Subway Line 1             |                |        |
|         | Moskito                   |                |        |
|         | Master Wonsul             |                |        |
|         | Jesus Christ Superstar    |                |        |
|         | Song of Grass             |                |        |
|         | Jang Bogo's Dream         |                |        |
| 2009-10 | Bbalae (Laundry)          | Como productor | [ 32 ] |

## Premios y nominaciones
| Año  | Premio                                         | Categoría                          | Papel         | Resultado | Ref.          |
| ---- | ---------------------------------------------- | ---------------------------------- | ------------- | --------- | ------------- |
| 2017 | 26.os Premios Buil Film                        | Mejor actor de reparto             | The Merciless | Ganador   | [ 33 ]        |
| 2017 | 54.os Premios Grand Bell                       | Mejor actor de reparto             | The Merciless | Nominado  | [ 34 ]        |
| 2017 | 38.os Premios Blue Dragon Film                 | Mejor actor de reparto             | The Merciless | Nominado  | [ 35 ]        |
| 2017 | 4.os Premios Korean Film Producers Association | Mejor actor de reparto             | The Merciless | Ganador   | [ 36 ]        |
| 2018 | 54.os Premios Baeksang Arts                    | Mejor actor de reparto (películas) | The Merciless | Nominado  | [ 37 ]        |
| 2018 | 23.os Premios Chunsa Film Art                  | Mejor actor de reparto             | The Merciless | Nominado  | [ 38 ]        |
| 2021 | 41.º Festival Golden Cinema                    | Mejor actor de reparto (película)  | Pawn          | Ganador   | [ 39 ]        |
| 2022 | 58.os Premios Grand Bell                       | Mejor actor de reparto             | Perhaps Love  | Nominado  | [ 40 ]        |
| 2025 | 61.os Premios Baeksang Arts                    | Mejor director (televisión)        | Light Shop    | Pendiente | [ 41 ] [ 42 ] |